# NGC 3062
NGC 3062 est une galaxie spirale relativement éloignée et située dans la constellation du Sextant. NGC 3062 a été découverte par l'astronome allemand Albert Marth en 1864.

## Caractéristiques
Sa vitesse par rapport au fond diffus cosmologique est de 8 583 ± 24 km/s, ce qui correspond à une distance de Hubble de 126,6 ± 8,9 Mpc (∼413 millions d'al).
La classe de luminosité de NGC 3062 est II.
Selon la base de données Simbad, NGC 3062 est une galaxie LINER, c'est-à-dire une galaxie dont le noyau présente un spectre d'émission caractérisé par de larges raies d'atomes faiblement ionisés.